# 马克西姆·高尔基
阿列克谢·马克西莫维奇·彼什科夫（羅馬化：Aleksey Maksimovich Peshkov；1868年3月28日［儒略曆3月16日］－1936年6月18日），笔名马克西姆·高尔基（俄语：Максим Горький），社会主义、现实主义文学奠基人，政治活动家。

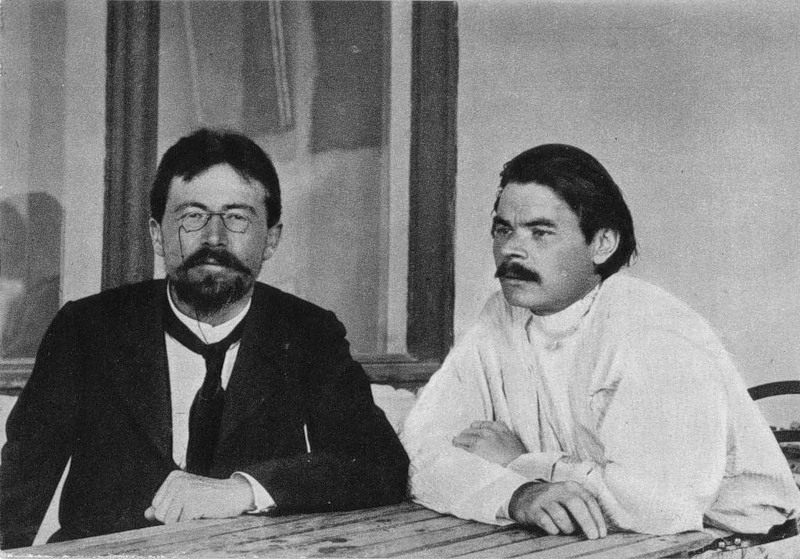
契诃夫与高尔基（1900年在雅爾塔）

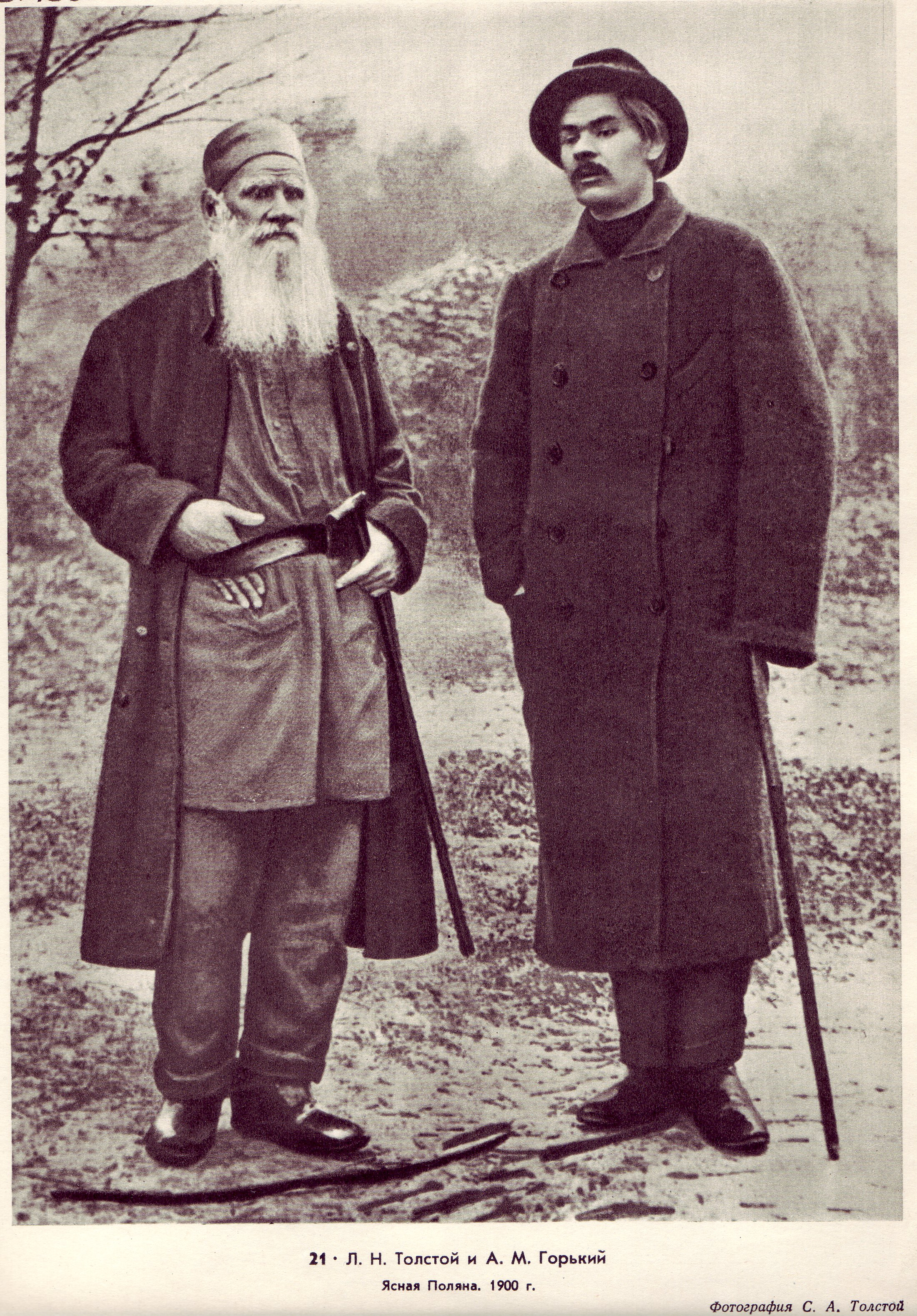
托尔斯泰与高尔基（1900年）

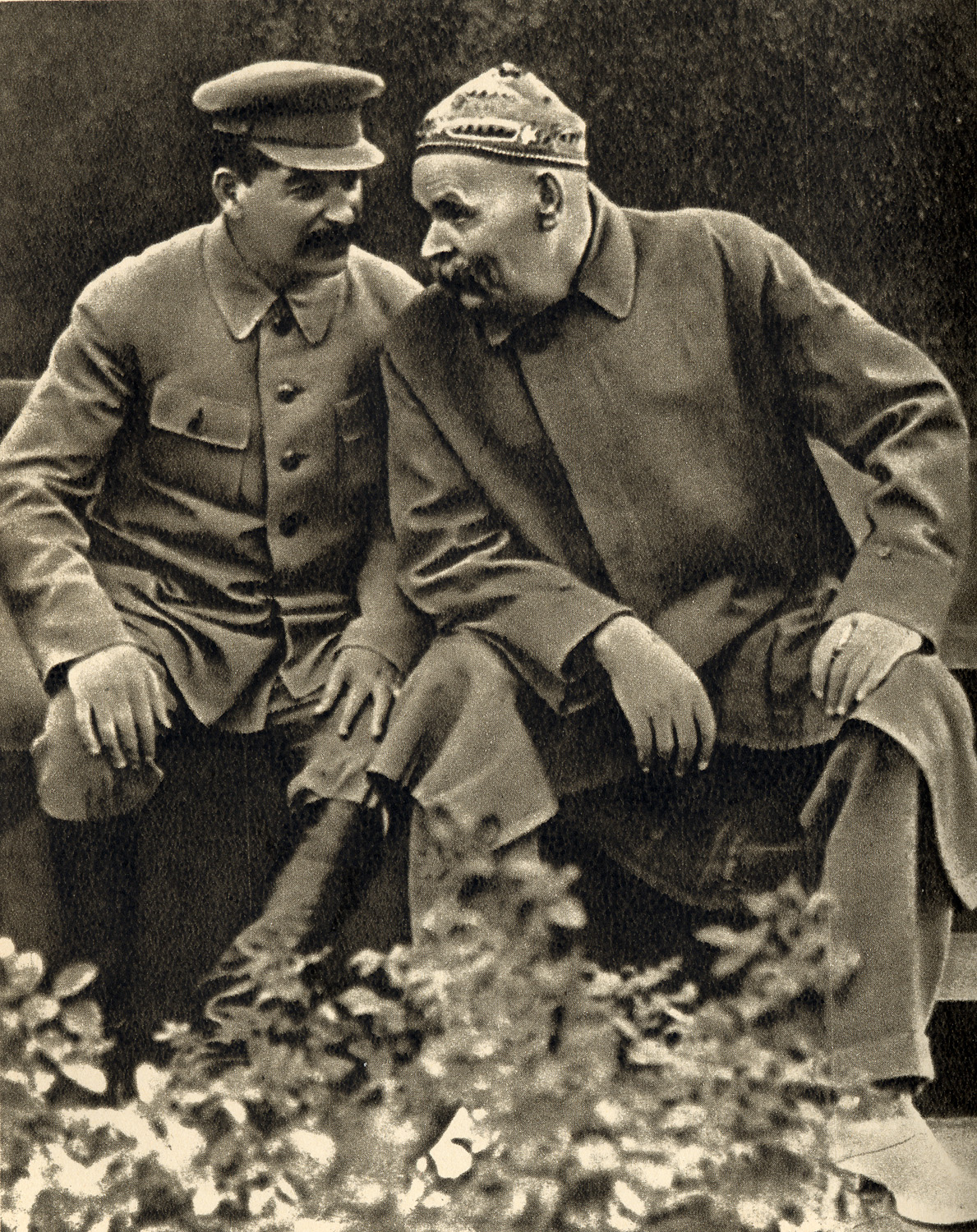
斯大林与高尔基（1931年）

## 生平

### 童年和青少年
高尔基的父亲是一个木匠。高尔基四岁丧父，被母亲带回外祖父母家。后来除短期随母亲和继父在外地居住外，童年时期主要在外祖父母家度过。外祖父母对高尔基影响很深。外祖父出身贫苦，年轻时做过多种苦工，如伏尔加河上的纤夫，后来从业印染致富，成为所在城市印染行会会长，有相当的社会地位。虽然高尔基的两个舅舅未能承继父业，而是分家分去高尔基外祖父部分财产，但外祖父母家境还是比较富足的。高尔基童年时期，可以上学读书，也大量接触了底层民众。后来高尔基外祖父大笔放贷因借款人破产而损失，家道中落。高尔基十岁时，外祖父要高尔基开始干活谋生。
从他十岁开始高尔基就得自己赚钱为生，一开始拾垃圾。他青少年时期做过许多不同的活：信使、厨房里的杂工、卖鸟、售货员、画圣像、船上的杂工、面包店的学徒、工地上的杂工、晚间的看守人、铁路职工和在律师事务所中做杂工。
1880年代后期他来到喀山并被成功地被那里的大学接受为大学生。在这里他接触到了革命运动。他在一个面包坊工作，这个面包坊同时也是一个秘密马克思主义小组的图书馆。他很好学，读了许多书，靠自学的方式获得了许多，但不系统的知识。他与他的同学之间的差别很大，因此他几乎没有朋友。这有可能是1887年一次未成功的自杀企图的原因。在这个过程中他的肺留下了病根，从此他一直患肺结核。

### 寫作家和政治活动家
由于他与革命组织的接触，从1889年开始沙皇警察开始注意到他。同年他将他的一首诗寄给一个诗人，但却受到了毁灭性的批评。此后一段时间里他放弃了文学创作。他徒步跋涉穿越俄罗斯、乌克兰，翻越高加索山脉一直到第比利斯。在那里他接触到其他革命者和大学生。这些人鼓励他将他的经历写下来。1892年9月12日他的第一部小说在当地的一份报纸上被发表。他使用了马克西姆·高尔基（苦人）作为笔名。
此后他去萨马拉并在那里的一份地方报纸获得了一个记者的工作。1894年他发表的一部小说正式奠定了他的作家地位。1898年发表的小说集也很受欢迎。1901年圣彼得堡的一次学生示威被警察血腥镇压后他写了《海燕之歌》，这首诗经常在革命聚会上被朗诵。
在话剧《小市民》（1901年）和《底层》（1902年）发表后，他的声望大增，以至于所有当局迫害他的企图都遭到强烈的反对。由于他签署了一份反对官方对那次学生游行事件的报道的文章，他被流放到克里米亚，在那里他受到了他的朋友和敬仰者的隆重欢迎。当沙皇尼古拉二世否决了接收高尔基为俄罗斯科学院名誉院士的决定，许多知名的院士对此提出抗议，包括安东·契诃夫。1905年1月9日沙皇警察再次血腥镇压毫无武装的平民示威后，高尔基对此提出抗议。为此他被关押。外国传媒对此事表示极为气愤，这一举动迫使沙皇政府释放高尔基。
1905年血腥星期天后俄罗斯的政治气氛稍有开放，高尔基在这段时间里不断地写文章和参加集会宣传革命。通过他参加创办的《新生命》杂志他认识了列宁，列宁在该杂志做总编辑。
但此后政治压迫又加强，因此高尔基离开了俄国。在法国他反对西方国家向在日俄战争中被削弱的俄国贷款。当西方国家决定向俄国贷款后他写了一篇侮辱性的小文章《美丽的法国》。在美国他试图为共产党籌款，但他的敌人使用他与他的女随行者并未结婚来诽谤他，因此这次籌款几乎毫无效果。他写了《母亲》，列宁给了这部小说很高的评价，他在1907年伦敦举行的俄国社会民主工党第五次代表大会上对参加大会的高尔基说：
 这是一本必需的书，很多的工人都是不自觉地，自发地参加了革命运动，现在他们读一读《母亲》，一定会得到很大的益处。 
在他反对上述贷款后他无法再回到俄国。从1907年到1913年他在意大利卡普里岛上渡过。这段时间里他几乎只为俄罗斯革命工作。他和列宁一起成立了一个培养革命家和宣传员的学校，接见了许多特地来拜访他的人。他收到许多来自俄罗斯各地的信，在这些信中许多人将他们的希望和忧愁讲给他听，他也回复了许多信。
在这段时间里他和列宁发生了第一次冲突。对高尔基来说宗教是非常重要的。列宁将此看做是“偏离了马克思主义”。这次冲突的直接原因是高尔基的一篇小文《忏悔》，在这篇文章中他试图将基督教与马克思主义结合起来。1913年这个冲突再次爆发。1913年就罗曼诺夫王朝掌权300周年的特赦给予高尔基重返俄罗斯的机会。
高尔基对1917年的十月革命的悲观看法是他与列宁发生第二次大冲突的原因。高尔基从原则上同意社会革命，但他认为俄罗斯民族还不成熟，大众还需要形成必要的知觉才能从他们的不幸中起义。后来他说他当时“害怕无产阶级专政会瓦解我们所拥有的唯一的革命力量：布尔什维克的、获得政治培养的工人。这个瓦解会长时间地破坏社会革命本身……”。

### 反对派和流亡
革命后高尔基立刻组织了一系列协会来防止他所担心的科学和文化的没落。“提高学者生活水平委员会”的目的是保护特别受到饥饿、寒冷和政治无常威胁的知识分子而成立的。他组织了一份叫做《新生活报》的报纸来反对列宁的《真理报》和反对“私刑”和“权力的毒药”。1918年这份杂志被禁止。1月，立宪会议被布尔什维克强制解散引发俄国社会不满，布尔什维克军人向和平的游行队伍开枪射击。高尔基于是愤然写下《1月9日与1月5日》一文，指责布尔什维克“来复枪驱散了近百年来俄国最优秀分子为之奋斗的梦想”。高尔基与列宁之间的分歧十分巨大，后来列宁劝告高尔基到外国疗养院去治疗他的肺结核。1921年8月，列宁下令解散委员会，高尔基出走国外。
从1921年到1924年他在柏林渡过。他不信任列宁的继承人，因此在列宁死后也没有直接回到俄国。他打算重返意大利，意大利的法西斯政府在经过一段犹豫后同意他去索伦托。他在那里一直待到1927年，在那里他写了《回忆列宁》，在这部文章中他将列宁称为他最爱戴的人。此外他还在写两部他的长篇小说。

### 回到苏联
1927年10月22日苏联科学院决定就高尔基开始写作35周年授予他无产阶级作家的称号。1928年，高尔基回到苏联并开始定居，期间得到了许多荣誉：他被授予列宁勋章，成为苏联共产党中央委员会成员。苏联全国庆祝他的60岁生日，许多单位以他命名。他的诞生地下诺夫哥罗德被改名为高尔基市。1934年，高尔基被任命为首任苏联作家协会主席。
许多他的适合于社会主义现实派的作品被宣扬，其它作品却默而不言。尤其是《母亲》（这是高尔基唯一一部主人公是一个无产阶级工人的作品）成为苏联文学的模範。在高尔基最后的这段时间里他称他过去对革命的悲观主义是错误的，他成为斯大林的模范作家。他周游苏联，对最近几年来取得的进步表示吃惊，并试图对大众进行启蒙教育和提拔年轻的作家。
1935年6月，法國作家羅曼·羅蘭與其蘇聯籍妻子受高爾基之邀至蘇聯訪問，羅曼·羅蘭當時在日記中紀錄到他對高爾基其人的觀察「革命不可避免的殘酷使他感到震驚（...）他不想看到、但他看到了(革命事業帶來的)錯誤和痛苦，有的時候甚至還看到這個事業的慘無人道。於是他感到痛苦，迴避這種情景，用驚恐的目光向那些迫使他勇敢地面對真相的人們請求寬恕。」「實際上，他是一個軟弱、非常軟弱的人」。
1936年6月18日高尔基逝世，具体死因暂不明确，可能为肺炎。

## 作品
- 《沧落的人们（英语：Creatures That Once Were Men）》，或“斯人前生”、“舊時代之人”，（1897年），名字直译为“前人民”，后在苏联指前政权的支持者
- 《海燕之歌》（1901年）
- 《小市民（英语：The Philistines）》（1901年）
- 《底层》（1902年）
- 《母亲（英语：Mother (Gorky novel)）》（1906年）
- 自传体三部曲
  - 《童年》（1910年）
  - 《在人间》（1915年）
  - 《我的大学》（1923年）
- 《斯大林白海-波罗的海运河修建史》(1934年)
- 《苦命人巴维尔 福马·高尔杰耶夫》
- 《瓦莲卡·奥列索娃》
- 《阿尔塔莫诺夫家的事》
- 《马特维·科热米亚金的一生》，共四部
- 《克里姆·萨姆金的一生》，共四部

文集
- 《高尔基全集》10卷，俄文版1949年
- 《高尔基文集》20卷，中文版1983年人民文学出版社

## 图片资料

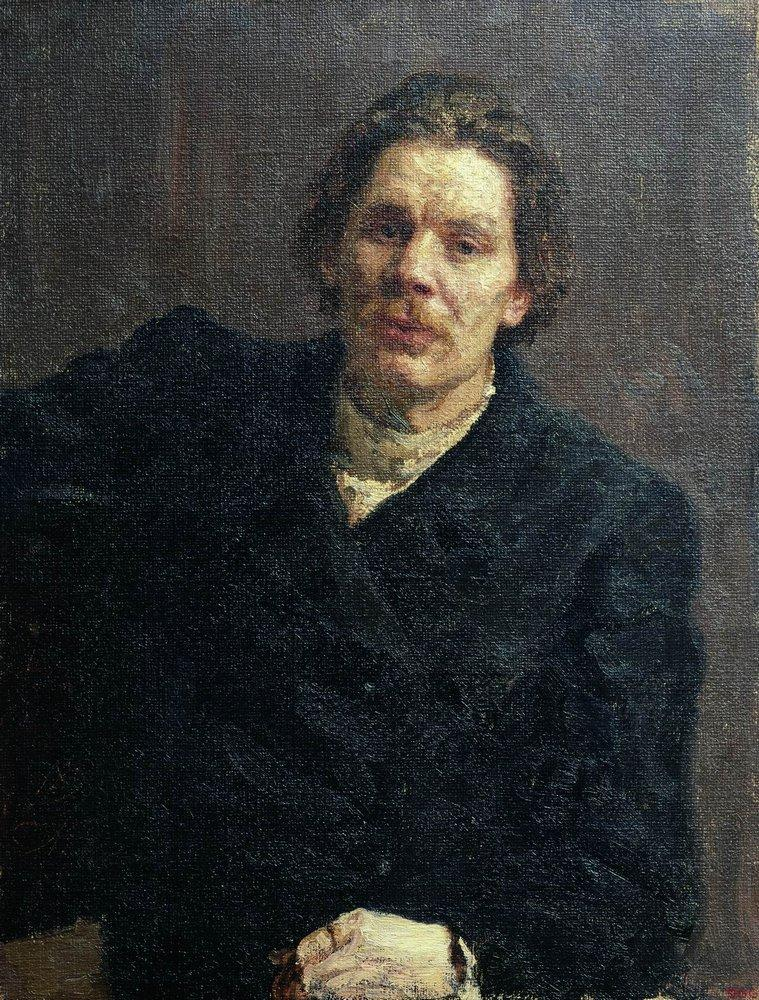
伊利亞·葉菲莫維奇·列賓所繪的高爾基肖像。畫布油畫，1899年
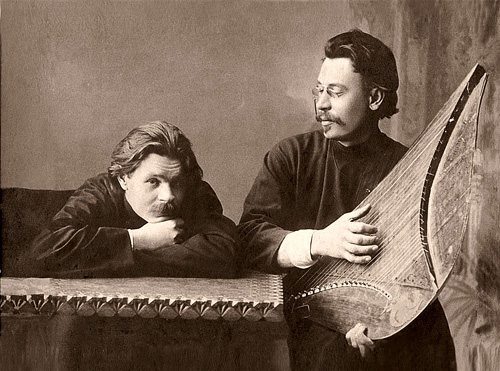
高爾基（左）和在彈奏gusli的斯捷潘·加夫里洛維奇·斯基塔列茨。1900年
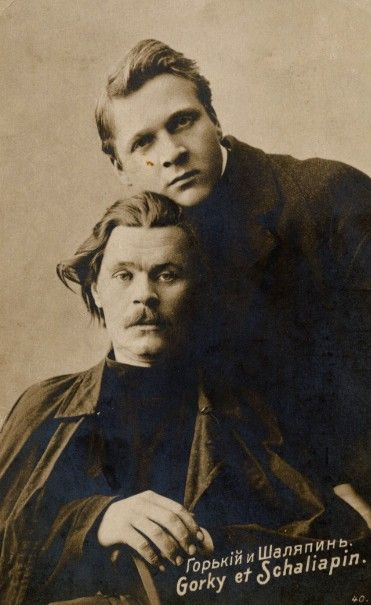
高爾基和费多尔·夏里亚宾
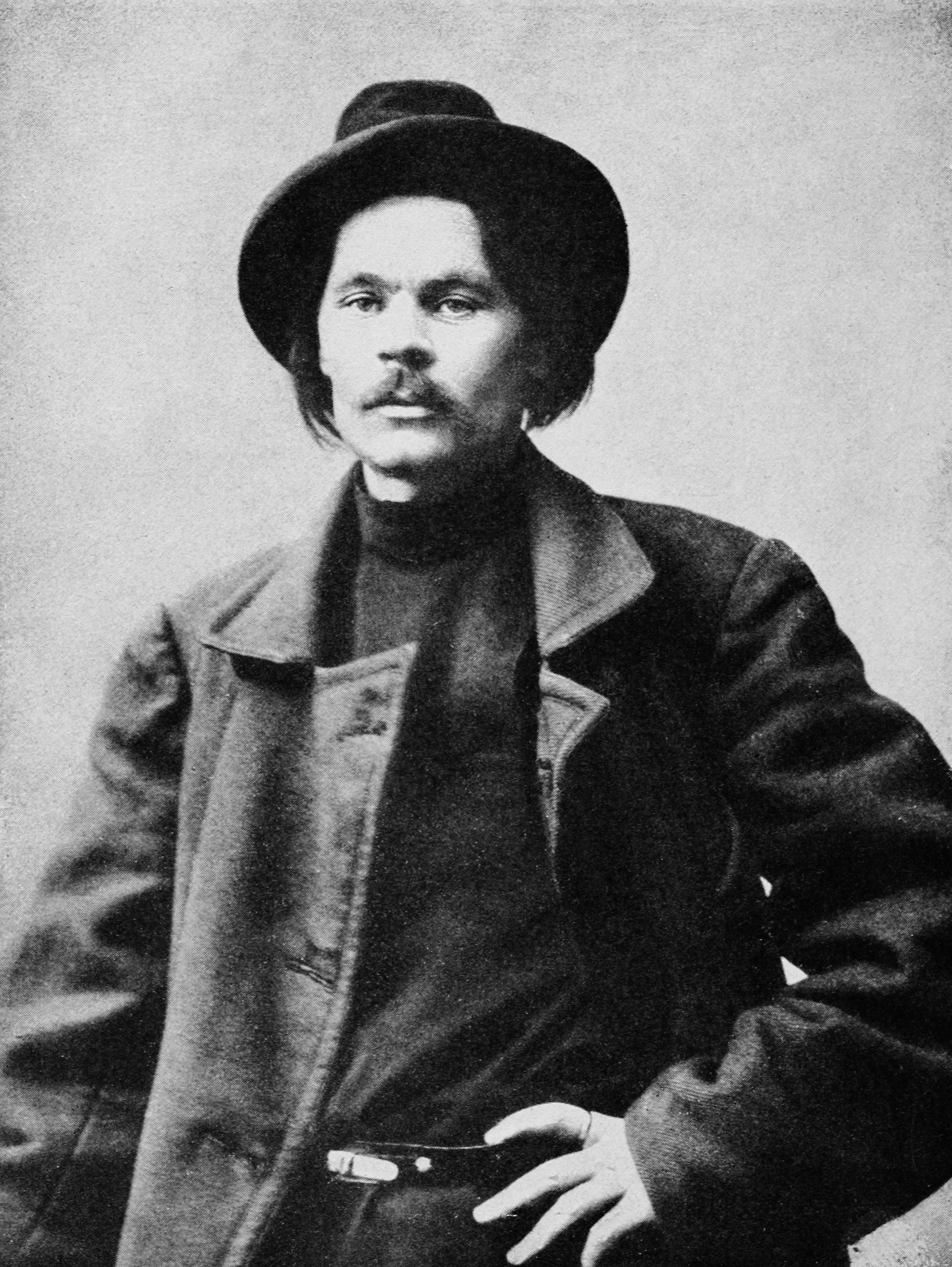
約1900年
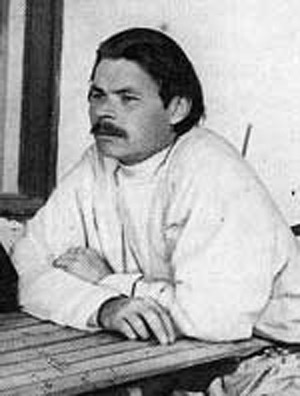
約1900年
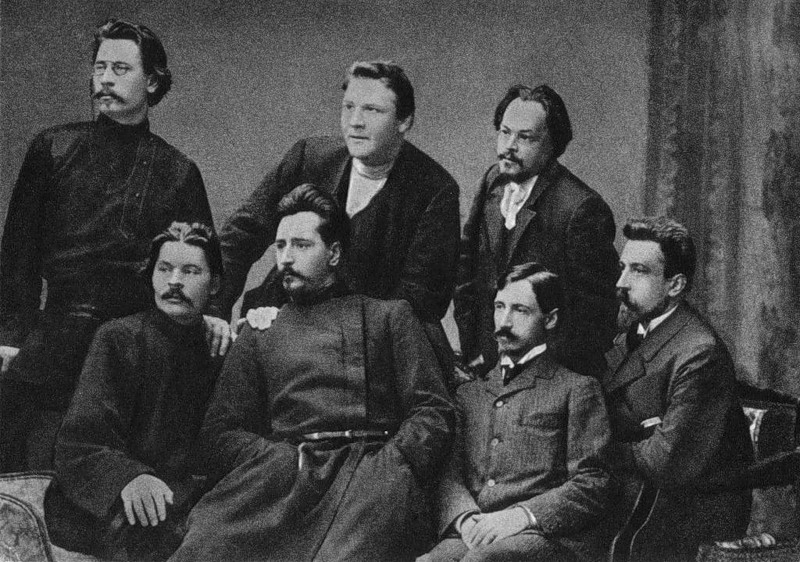
高爾基（左下）和莫斯科文學小組Sreda會員。1902年
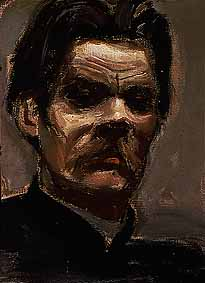
阿克塞利·加伦-卡勒拉所繪的高爾基肖像，赫爾辛基，1905年冬至1906
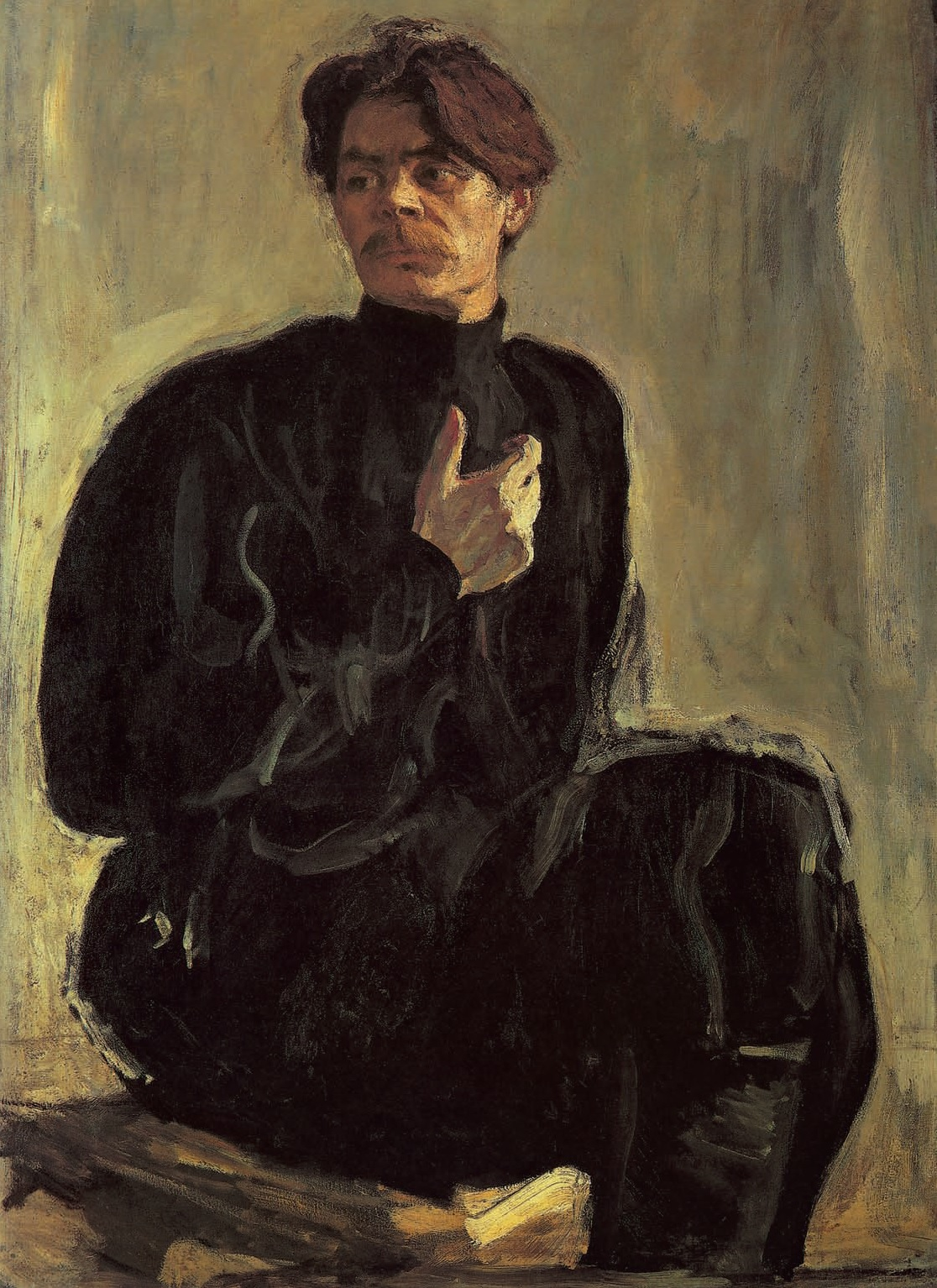
瓦倫丁·謝羅夫所繪的高爾基肖像，1905年
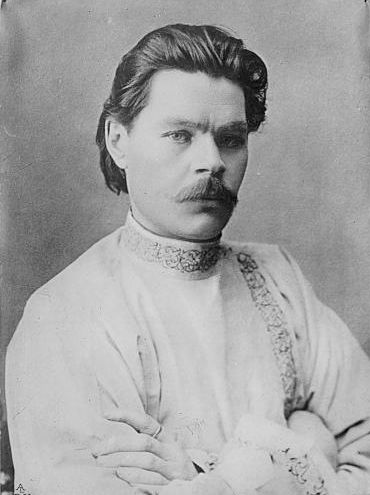
1910年2月7日
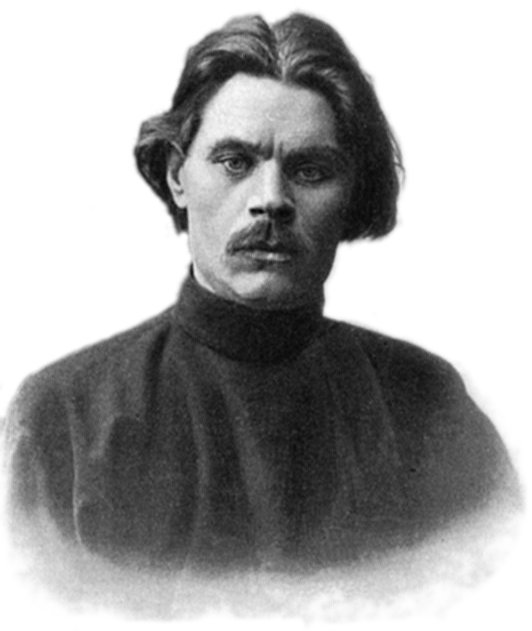
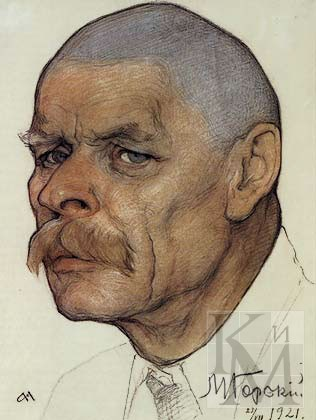
N.A. Andreev所繪的高爾基肖像，1921年
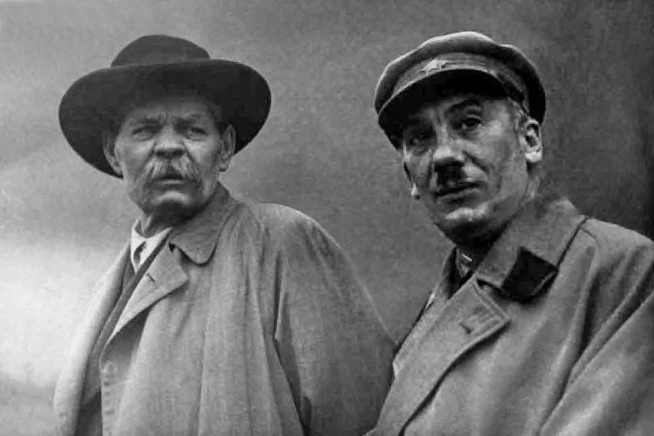
亨利希·亞果達(右)和高爾基
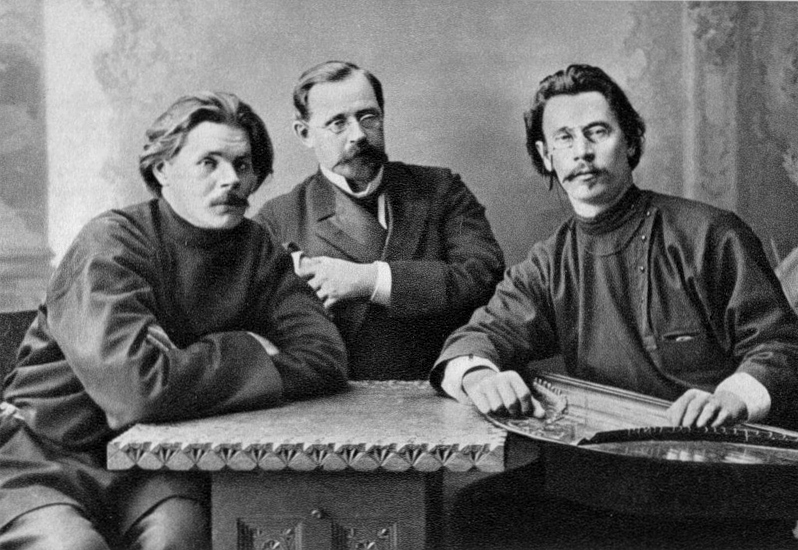
高爾基、Konstantin Piatnitsky和Stepan Skitalets，1902年
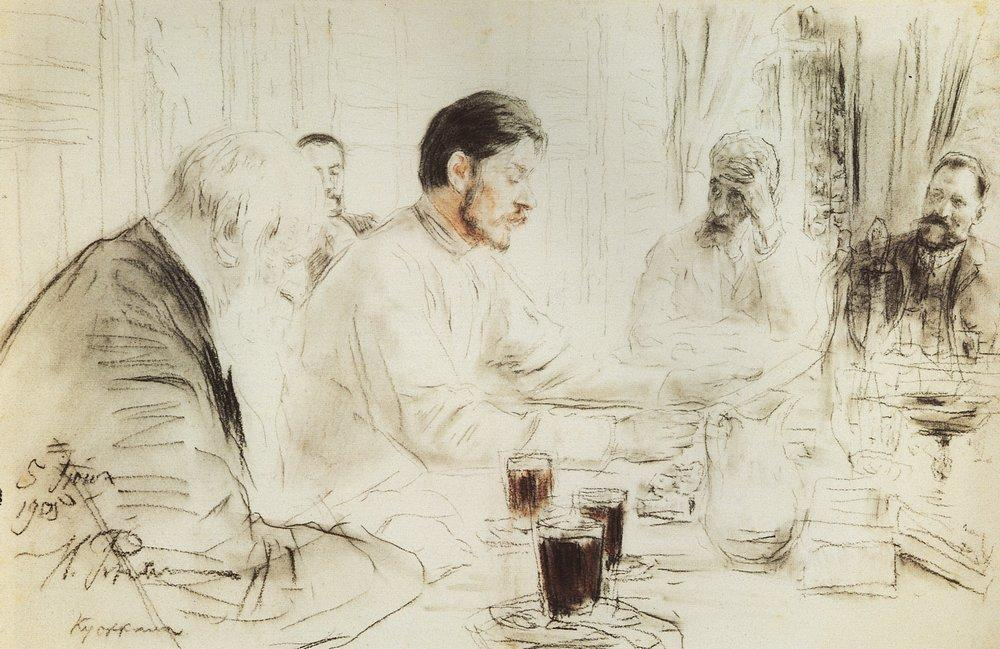
Gorky in the Penates，列賓繪，1905年
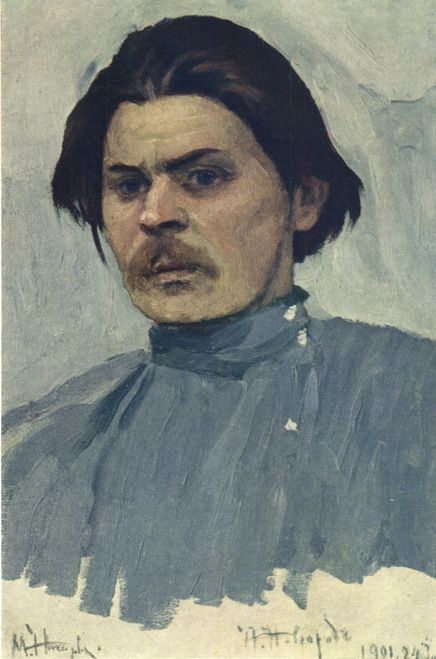
米哈伊爾·涅斯捷羅夫所繪的高爾基肖像，1901年
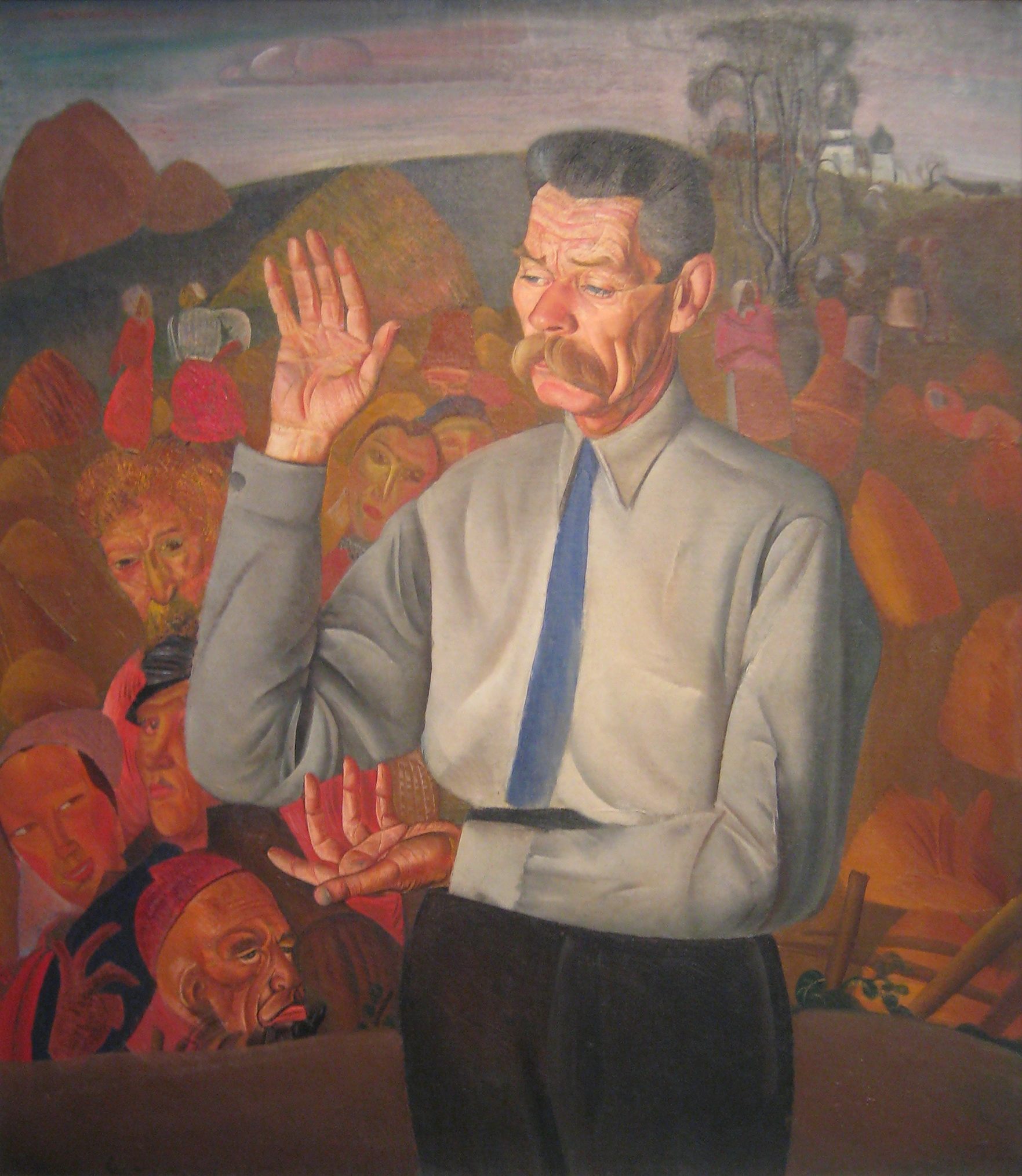
Boris Grigoriev所繪的高爾基肖像